# Historia Literaria

Titelseite J. F. Reimmann, Historia Literaria (1710).

Historia Literaria ist ein Wissenschaftsbereich des 17. und 18. Jahrhunderts und unter dem seinerzeit geltenden Literaturbegriff wortwörtlich mit „Geschichte der Wissenschaften“ zu übersetzen. Als Textgattung kamen unter diesem Begriff im 17. Jahrhundert systematisch gegliederte Rückblicke auf die bedeutendsten wissenschaftlichen Publikationen aller Fachbereiche in Mode. Aus der Historia Literaria ging Ende des 18. Jahrhunderts die moderne Literaturgeschichte als Textgattung hervor – eine Geschichte, die sich vor allem auf die bedeutenden Schriften einer Nation und dabei auf deren sprachliche Kunstwerke ausrichtet.

## Geschichte
Zur „Historia Literaria“ – der „Berichterstattung aus den Wissenschaften“ – gehörte in der Sicht des 17. und 18. Jahrhunderts sowohl die aktuelle Berichterstattung durch die wissenschaftlichen Journale wie die Erfassung der alten und neuen wissenschaftlichen Bücher durch die Großbibliographien, die das Wort „Historia Literaria“ zunehmend als Gattungsterminus beanspruchten. Die Standardwerke des 17. Jahrhunderts erschienen auf Latein; eine deutsche Produktion setzte im frühen 18. Jahrhundert ein und trug dem Bedarf der im europäischen Vergleich bedeutenden deutschen Studentenschaft und der sie unterrichtenden Gelehrsamkeit Rechnung. Die Bände waren zumeist handlich und für den Hausgebrauch verfasst. Unter einer Grobgliederung der Wissenschaften geben sie Fachgebiet für Fachgebiet systematisch die Untergliederung bis in die Detailfragen der einzelnen Wissensgebiete hinein. Unter jeder Überschrift eröffnet ein knapper geschichtlicher Abriss in der Regel mit Aussagen zu den wichtigsten Werken der einzelnen Nationen von den Hebräern, Griechen und Römern bis zu den aktuellen. Dem pflegt eine chronologische angeordnete durchnummerierte oder -buchstabierte Bibliographie der bedeutenden Titel in den besten Ausgaben mit kurzen Angaben zur Bedeutung des jeweiligen Werkes, des Autors oder einer ansonsten memorablen Notiz zu folgen, die in Fachkreisen als „curieuses“ Wissen vertraut ist.
Bedeutend wurden auf dem deutschen Markt das lateinische Projekt Daniel Georg Morhofs und die deutschen Sammlungen Jacob Friedrich Reimmanns und Gottlieb Stolles – Stolles Ausgaben der Historie der Gelahrheit sind bis auf den Tag jedem ans Herz zu legen, der Überblick über das Wissen des 17. und 18. Jahrhunderts in seiner Strukturierung sucht – Überblick, wie ihn die alphabetisch sortierten, Wissen wahllos zersplitternden Lexika nicht geben können.
Das Projekt der allumfassenden „Historia Literaria“ befand sich ungeachtet der Tatsache, dass sich diese Werke im wissenschaftlichen Arbeiten als eminent praktisch erwiesen – sie boten zu beliebigen Themen vorformuliert die Fußnoten – von Anfang an in einem Legitimationsdefizit. Versprochen war hier Überblick über das gesamte Wissen. Das Wissen selbst jedoch blieb auf Literaturhinweise beschränkt. Kein Hehl machte etwa Gottlieb Stolle daraus, dass er selbst die zitierten Titel nicht gelesen hatte – das Wissen des Wissenschaftshistorikers bestand im Überblick, in der Titelsammlung, im Wissen, welchen Stellenwert ein jeweiliger Titel im Fach hatte. Die Information dazu gewann er in Interviews, die er mit Gelehrten führte (Stolles Interviews anlässlich seiner Reise durch Deutschland und die Niederlande, 1703, sind als Gesprächsnotizen erhalten und Breslau überliefert), vor allem aber mit der Lektüre der aktuellen wissenschaftlichen Journale. Im Legitimationsdefizit gaben die meisten hier arbeitenden Autoren vor, für Heranwachsende zu schreiben (im Dialog mit seinem Sohn ist Reimmanns Werk verfasst, komplexeste wissenschaftliche Arbeiten werden hier, so die Fiktion, einem Kind für den besseren Überblick an die Hand gegeben). Der Kritik hätte sich nach 1700 ausgesetzt, wer „Historia Literaria“ entschieden für Fachkollegen geschrieben hätte (selbst wenn diese am Ende das an den Überblicken interessierte Publikum waren).
Mit der zweiten Hälfte des 18. Jahrhunderts verdrängten „Litterärhistorien“ die großen Überblickswerke: In einzelnen Fachfragen – das konnte im Extremfall die Geburtshilfe sein – wurden Literaturgeschichten vorgelegt: Werke die historischen Überblick über die relevante Fachliteratur gaben.
Das Projekt der umfassenden Literaturgeschichte richtete sich dagegen zunehmend auf die „belles lettres“, die „schönen Wissenschaften“ aus. Erduin Julius Kochs 1795 im ersten Band erschienener Grundriss einer Geschichte der Sprache und Literatur der Deutschen von den ältesten Zeiten bis auf Lessings Tod erschien mitten im schleichenden Themenwechsel. Die Eröffnung des Projektes blieb die alte: „Literatur“ war, folgte man der Einleitung, nach wie vor der Bereich der Wissenschaften. Für den an der Geschichte der Literatur interessierten erwies sich jedoch nur eine sehr schmale Produktion epochaler wissenschaftlicher Werke als historisch interessant. Die Wissenschaften forderten Wissen über die aktuell wichtigen Titel und lösten sich vom Gewicht der Autoritäten. Fortschritt, die Verpflichtung auf das jeweils neueste Wissen siegte im sich neu ausrichtenden Wissenschaftsbetrieb. Den überwiegenden Teil der Bände Kochs füllten gegenüber den großen wissenschaftlichen Meilensteinen der Nation die „schönen Wissenschaften“ – die Gattungen, die der Poesie. Kochs Projekt folgte drei Jahrzehnte später die Geschichte der poetischen National-Literatur der Deutschen von Dr. G. G. Gervinus (Leipzig: W. Engelmann, 1835), die als erste eine historische Erzählung statt der thematisch gegliederten Bibliographie bot und sich auf Poesie und den Roman beschränkte. Aus der „Historia Literaria“ war damit endgültig die moderne Literaturgeschichte geworden. Die narrative Präsentation gewann die Literaturgeschichte modernen Zuschnitts in den 1830ern nicht aus der Tradition der „Historia Literaria“ heraus, sondern aus dem Projekt einer Interpretation der poetischen und fiktionalen Literatur, das Pierre Daniel Huet 1670 mit seinem „Traitté de l'origine des romans“ angestoßen hatte, und das nun (auf die Überlieferung einer einzelnen Nation gebracht) politisch interessant wurde.
Siehe für den größeren Überblick das Stichwort Literaturgeschichte

### Werke der Historia Literaria
- Daniel Georg Morhof, Polyhistor Literarius, Philosophicus et Practicus (Lübeck, 1688) [fand Neuausgaben bis weit in das 18. Jahrhundert hinein].
- Jacob Friederich Reimmann, Versuch einer Einleitung in die Historiam Literariam (Halle: Rengerische Buchhandlung, 1708–1713).
- Gottlieb Stolle, Kurtze Anleitung zur Historie der Gelahrheit, 1 (Halle: Neue Buchhandlung, 1718) [fand Neuausgaben und Erweiterungsbänden in den 1720ern und 1730ern].
- Alphons Leroy, Litterärhistorie und practischer Unterricht in der Entbindungskunst (Frankfurt / Leipzig / Meiningen: J. Mayer, 1779) [Bibliothekskataloge bieten unter Litterarhistorie, Litterärhistorie und Varianten eine Vielzahl weiterer Titel].
- Erduin Julius Koch, Grundriss einer Geschichte der Sprache und Literatur der Deutschen von den ältesten Zeiten bis auf Lessings Tod, 1 (Berlin: Verlag der Königl. Realschulbuchhandlung, 1795).

Johann Gottfried Eichhorn, Litterärgeschichte (1805)